# Nacerasa
Nacerasa là một chi bướm đêm thuộc họ Noctuidae.